# O Ewigkeit, du Donnerwort, BWV 20

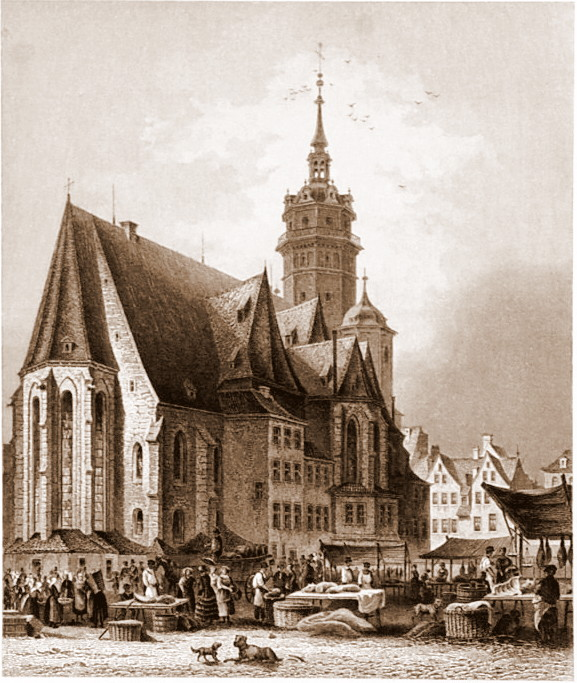
Nikolaikirche, Leipzig c. 1850.

O Ewigkeit, du Donnerwort, BWV 20 (¡Oh eternidad, atronadora palabra!) es una cantata de iglesia escrita por Johann Sebastian Bach en Leipzig para el primer domingo después de la Trinidad y estrenada el 11 de junio de 1724. Es la primera cantata coral de su segundo ciclo anual y está basada en el himno homónimo escrito por Johann Rist en 1642 sobre una melodía de Johann Schop.

## Historia
Bach compuso esta obra durante su segundo año como Thomaskantor en Leipzig para el primer domingo después de la Trinidad. Forma parte de su segundo ciclo anual de cantatas corales. Este día marca el comienzo de la segunda mitad del año litúrgico, "en la que se analizan cuestiones fundamentales de la fe y de la doctrina". El año anterior, Bach había tomado posesión del cargo de Thomaskantor en Leipzig. Este puesto implicaba responsabilidades tales como la educación del Thomanerchor, las interpretaciones musicales en los servicios regulares en Thomaskirche y en Nikolaikirche, y hasta 1725 también para uno o dos servicios en Paulinerkirche. Bach había empezado a componer una cantata prácticamente para cada domingo y festivo del año litúrgico, un proyecto que Christoph Wolff describió como "una empresa artística de la mayor escala". El primer domingo después de la Trinidad de 1724 comenzó el proyecto de componer exclusivamente cantatas corales, basadas en el principal himno luterano para cada respectiva ocasión. Leipzig tenía la tradición de concentrarse en los himnos. En 1690, el ministro de Thomaskirche, Johann Benedikt Carpzov, había anunciado que iba a predicar también sobre canciones y que Johann Schelle, en aquel entonces el director de música, interpretaría la canción antes del sermón. Bach compuso unas cuarenta cantatas corales en su segundo ciclo. La cantata fue interpretada por primera vez el 11 de junio de 1724.

## Análisis

### Texto
Las lecturas establecidas para ese día eran de la primera epístola de Juan, "Dios es amor" (1 Juan 4:16-21), y del evangelio según San Lucas, la parábola del rico epulón y el pobre Lázaro (Lucas 16:19-31).
El texto está basado en el himno "O Ewigkeit, du Donnerwort" de Johann Rist, del que se utilizaron 12 de las 16 estrofas que lo componen. El himno, que trata sobre la muerte y la eternidad, es muy adecuado para combinarlo con la parábola del hombre rico que tiene que enfrentarse a la muerte y el infierno. Lleva el siguiente subtítulo "Ernstliche Betrachtung der unendlichen Ewigkeit" (Una seria consideración de la eternidad sin fin). El texto de tres estrofas permanece inalterado, 1, 8 y 12, se emplean para los movimientos 1, 7 y 11. Un autor desconocido reformuló las otras estrofas del coral para los recitativos y arias, generalmente alternando y usando una estrofa para cada movimiento de la cantata. 
El poeta combinó dos estrofas, 4 y 5, para formar el movimiento 4. Utilizó los versos "Vielleicht ist dies der letzte Tag, kein Mensch weiß, wenn er sterben mag" (Tal vez este es tu último día, nadie sabe cuándo podría morir) de la estrofa 9 en el movimiento 9 que por otra parte se basa en la estrofa 10. En el movimiento 10 insertó un poco del evangelio. En general, se mantiene cerca del texto, lo cual es característico de las primeras cantatas en el segundo ciclo anual de Bach. El poeta posiblemente fue Andreas Stübel, que falleció en 1725, una posible explicación de por qué Bach no completó todo el ciclo, sino que lo dio por terminado en el Domingo de Ramos. El tema del coral fue compuesto por Johann Schop para el himno "Wach auf, mein Geist, erhebe dich", que apareció en su colección Himlische Lieder (Lüneburg, 1642). Aparece en los tres movimientos utilizando el texto de Rist.

### Instrumentación
La obra está festivamente escrita para tres solistas vocales (alto, tenor y bajo) y un coro a cuatro voces; tromba da tirarsi para doblar el cantus firmus, tres oboes, dos violines, viola y bajo continuo.

### Estructura
Consta de once movimientos, que se organizan en dos partes pensadas para ser interpretadas antes y después del sermón respectivamente.
Parte 1
1. Coral: O Ewigkeit, du Donnerwort
2. Recitativo (tenor): Kein Unglück ist in aller Welt zu finden
3. Aria (tenor): Ewigkeit, du machst mir bange
4. Recitativo (bajo): Gesetzt, es daur'te der Verdammten Qual
5. Aria (bajo): Gott ist gerecht in seinen Werken
6. Aria (alto): O Mensch, errette deine Seele
7. Coral: Solang ein Gott im Himmel lebt

Parte 2
1. Aria (bajo): Wacht auf, wacht auf, verlornen Schafe
2. Recitativo (alto): Verlaß, o Mensch, die Wollust dieser Welt
3. Aria dueto (alto, tenor): O Menschenkind, hör auf geschwind
4. Coral: O Ewigkeit, du Donnerwort

El coro de apertura, que da comienzo no sólo a la cantata sino también al segundo ciclo anual de cantatas, sigue el estilo de una solemne obertura francesa con sus tres típicas secciones lento – rápido (vivace) – lento. La obertura francesa fue concebida para anunciar la entrada del rey. La melodía es cantada por la soprano como cantus firmus en notas largas, doblada por la trompeta de varas. El coral está en la forma bar. La primera estrofa o Stollen de tres líneas se aborda en la sección lenta, la segunda Stollen de las líneas 4 a la 6 en la sección rápida, y el Abgesang de las líneas 7 y 8 en la sección lenta final. Las voces más graves siguen un esquema homofónico. El desarrollo de los temas tiene lugar en la orquesta. El tema ascendente de la sección lenta en ritmo con puntillo deriva del principio de la melodía del coral, mientras que el tema de la sección rápida no tiene relación con esa melodía. La sección rápida no es estrictamente una fuga. Bach parece más interesado en ilustrar el texto: "Ewigkeit" (eternidad) se muestra mediante notas largas en las voces más graves y los instrumentos; "Donnerwort" (palabra atronadora) aparece como un cambio repentino a notas cortas con un melisma en el bajo; en las palabras "große Traurigkeit" (gran tristeza) una línea cromática descendente, un contrapunto en la sección rápida aparece también en las voces; "erschrocken" (aterrorizado) se ilustra con ritmos vibrantes interrumpidos por silencios, primero en la orquesta y después también en las voces; "klebt" (raja) es una larga nota en las voces. John Eliot Gardiner describe: "La naturaleza fragmentada e inconexa del discurso es inflexible y no deja lugar para la esperanza", y resume con respecto a la cantata: "Al afrontar el desconcertante e inquietante tema de la eternidad, y en concreto la eternidad del infierno, Bach se enciende como nunca antes".
Los recitativos son en su mayoría secco, con un arioso solo en el movimiento 9 en las palabras Pracht, Hoffart, Reichtum, Ehr, und Geld (esplendor, orgullo, riqueza, honor y abundancia) del coral. Las arias contrastan, interpretando el texto en su Affekt y en frases simples. Gardiner señala sobre el primer par de recitativo y aria:

«El tenor prolonga el ambiente de tormento... enfatizando los temas de la ansiedad, el dolor, el infierno y el corazón tembloroso. Bach emplea un variado arsenal temático: notas largas y corcheas ondulantes para sugerir la eternidad; cadenas de apoyaturas estiradas sobre figuraciones tortuosas para sugerir temor; salvajes escalas para las llamas y fuegos; fragmentos rotos, cromáticos y sincopados para el corazón tembloroso. Los silencios bruscos en los finales de frase contribuyen a la sensación de descoordinación y terror. Sin embargo, todo este derroche de imágenes dramáticas está perfectamente y perfectamente integrado en el diseño general.»

En el movimiento 8, la llamada a despertar se intensifica por las señales de trompeta y las rápidas escalas, que evocan el Juicio Final. El primer motivo en el movimiento 10 es cantado por los dos cantantes del dueto sobre las palabras O Menschenkind (o hijo de hombre) y se repite instrumentalmente como indicio de advertencia. Ambas partes de la cantata concluyen con un coral a cuatro voces, preguntando al final Nimm du mich, wenn es dir gefällt, Herr Jesu, in dein Freudenzelt! (Llévame, Jesús, si te place, a la felicidad de tu morada).

## Discografía selecta
De esta pieza se han realizado una serie de grabaciones entre las que destacan las siguientes.
- 1970 – Die Bach Kantate Vol. 39. Helmuth Rilling, Frankfurter Kantorei, Bach-Collegium Stuttgart, Verena Gohl, Theo Altmeyer, Wolfgang Schöne (Hänssler)
- 1972 – J.S. Bach: Das Kantatenwerk Vol. 2. Nikolaus Harnoncourt, Wiener Sängerknaben, Chorus Viennensis, Concentus Musicus Wien, solista del Wiener Sängerknaben, Paul Esswood, Kurt Equiluz, Max van Egmond (Teldec)
- 1998 – J.S. Bach: Complete Cantatas Vol. 10. Ton Koopman, Amsterdam Baroque Orchestra & Choir, Michael Chance, Paul Agnew, Klaus Mertens (Antoine Marchand)
- 2000 – Bach Edition Vol. 18: Cantatas Vol. 9. Pieter Jan Leusink, Holland Boys Choir, Netherlands Bach Collegium, Sytse Buwalda, Knut Schoch, Bas Ramselaar (Brilliant Classics)
- 2000 – Bach Cantatas Vol. 1. John Eliot Gardiner, Monteverdi Choir, English Baroque Soloists, Wilke te Brummelstroete, Paul Agnew, Dietrich Henschel (Soli Deo Gloria)
- 2001 – J.S. Bach: Cantatas for the First and Second Sundays After Trinity. Craig Smith, Orchestra and Chorus of Emmanuel Music, Pamela Dellal, Gerald Gray, David Kravitz (Koch International)
- 2002 – J.S. Bach: Cantatas Vol. 22. Masaaki Suzuki, Bach Collegium Japan, Robin Blaze, Jan Kobow, Peter Kooy (BIS)
- 2002 – J.S. Bach: "O Ewigkeit du Donnerwort" Cantatas BWV 2, 20 & 176. Philippe Herreweghe, Collegium Vocale Gent, Ingeborg Danz, Jan Kobow, Peter Kooy (Harmonia Mundi France)
- 2007 – J.S. Bach: Cantatas for the Complete Liturgical Year Vol. 7 BWV 20, 2, 10. Sigiswald Kuijken, La Petite Bande, Siri Thornhill, Petra Noskaiová, Marcus Ullmann, Jan van der Crabben (Accent)